# AKIRIN2
AKIRIN2 (англ. Akirin 2) – білок, який кодується однойменним геном, розташованим у людей на короткому плечі 6-ї хромосоми. Довжина поліпептидного ланцюга білка становить 203 амінокислот, а молекулярна маса — 22 496.
| 10         |  | 20         |  | 30         |  | 40         |  | 50         |
| ---------- |  | ---------- |  | ---------- |  | ---------- |  | ---------- |
| MACGATLKRT |  | LDFDPLLSPA |  | SPKRRRCAPL |  | SAPTSAAASP |  | LSAAAATAAS |
| FSAAAASPQK |  | YLRMEPSPFG |  | DVSSRLTTEQ |  | ILYNIKQEYK |  | RMQKRRHLET |
| SFQQTDPCCT |  | SDAQPHAFLL |  | SGPASPGTSS |  | AASSPLKKEQ |  | PLFTLRQVGM |
| ICERLLKERE |  | EKVREEYEEI |  | LNTKLAEQYD |  | AFVKFTHDQI |  | MRRYGEQPAS |
| YVS        |  |            |  |            |  |            |  |            |

A: Аланін

C: Цистеїн

D: Аспарагінова кислота

E: Глутамінова кислота

F: Фенілаланін

G: Гліцин

H: Гістидин

I: Ізолейцин

K: Лізин

L: Лейцин

M: Метіонін

N: Аспарагін

P: Пролін

Q: Глутамін

R: Аргінін

S: Серин

T: Треонін

V: Валін

Кодований геном білок за функціями належить до репресорів, білків розвитку, фосфопротеїнів. 
Задіяний у таких біологічних процесах, як імунітет, вроджений імунітет, транскрипція, регуляція транскрипції. 
Локалізований у ядрі.